# Enippeas
Enippeas (in greco Ενιππέας?) è un ex comune della Grecia nella periferia della Tessaglia di 4526 abitanti secondo i dati del censimento 2001.
È stato soppresso a seguito della riforma amministrativa detta Programma Callicrate in vigore dal gennaio 2011 ed è ora compreso nel comune di Farsala.